# Tiana Benjamin
Pour les articles homonymes, voir Benjamin.
Tiana Benjamin est une actrice anglaise née le 5 octobre 1984, à Enfield.

## Biographie
Tiana a été formée à la Anna Scher Theatre school ainsi qu'à la Highgate Wood School et est apparue dans plusieurs clips musicaux notamment Dido et Hear'Say.
Cette jeune actrice est reconnue pour avoir joué le rôle d'Angelina Johnson dans Harry Potter et la Coupe de feu. Son personnage a participé au bal de Noël aux côtés de Fred Weasley, le frère aîné de Ron. Il était même prévu que Tiana participe à la suite, Harry Potter et l'Ordre du phénix, mais des problèmes de calendrier l'empêchèrent de jongler les tournages du soap britannique EastEnders et d'Harry Potter alors elle décida de se consacrer à EastEnders.
Ainsi, à partir du 2 mai 2006, Tiana interprète le rôle de l'esthéticienne Chelsea Fox dans EasEnders. Son personnage a été envoyé en prison pour 6 mois à partir du 8 octobre 2007 car elle fit un faux-témoignage qui envoya volontairement un innocent en prison. Elle fut jugée en compagnie de son demi-frère (Deano Wicks) qui était avec elle au moment des faits. Si Chelsea a agi ainsi, c'est car elle souhaitait se venger de Sean Slater, son ex, qui l'a plaqué pour sa demi-sœur, ce qu'elle n'a pas supporté. Elle fut cependant relâchée au bout de trois mois pour bonne conduite. Les autres intrigues notables impliquant son personnage incluent la découverte de son père biologique (Lucas Johnson, un ancien drogué qui s'est tourné vers la religion chrétienne) et ses relations amoureuses avec Grant Mitchell, Theo Kelly et dernièrement Jack Branning. Tiana a également fait partie du premier épisode d'EastEnders exclusivement composé d'acteurs noirs, diffusé le 24 février 2009. Bien que son personnage soit une forte tête et plutôt combattive, Tiana admet qu'elle est très timide dans la vraie vie. Elle ajoute que l'homme parfait est celui qui réussira à la faire rire. Le 2 avril 2010, Tiana annonce officiellement son départ d'EastEnders qui aura lieu dans le courant de l'année.

## Filmographie
- 2004 : The Last Detective (série télévisée) (épisode 2.01 Christine) - Carleen Romane
- 2004 : The Brief (série télévisée) (épisode 1.04 A Sort of Love) - Xansi Tucker
- 2005 : Rose and Maloney (série télévisée) (épisode 1.03) - Scarlett
- 2005 : The Bill (série télévisée) (épisode 20.56 236) - Tania Baptiste
- 2005 : Harry Potter et la Coupe de feu - Angelina Johnson
- 2006 : Inspecteurs associés  (série télévisée) (épisodes 10.3 et 10.4 Glory Days) - Kylie Johnson
- 2006 - 2010 : EastEnders (soap) - Chelsea Fox
- 2007 : Wishbaby - Maxine

## Doublage
À noter que Tiana a doublé le personnage d'Angelina Johnson dans le jeu vidéo Harry Potter et l'Ordre du phénix sorti en 2007.